# Oflings
Oflings ist ein Weiler der Stadt Wangen (Allgäu), im Stadtteil Deuchelried.
Oflings liegt rund 1 km nordöstlich von Wangen. Auffallend ist der historische Wohnturm der Burg Oflings.
Durch Oflings fließt der Oflingser Bach, der in der Vergangenheit eine Mühle angetrieben hat. Daher kommt auch der Straßenname „Am Mühlbach“. Der Bach entsteht hinter der alten Käserei durch Zusammenfluss von Krebsbach und Froschbach. Er mündet in den Hammerweiher bei Burgelitz.